# Артс-театр

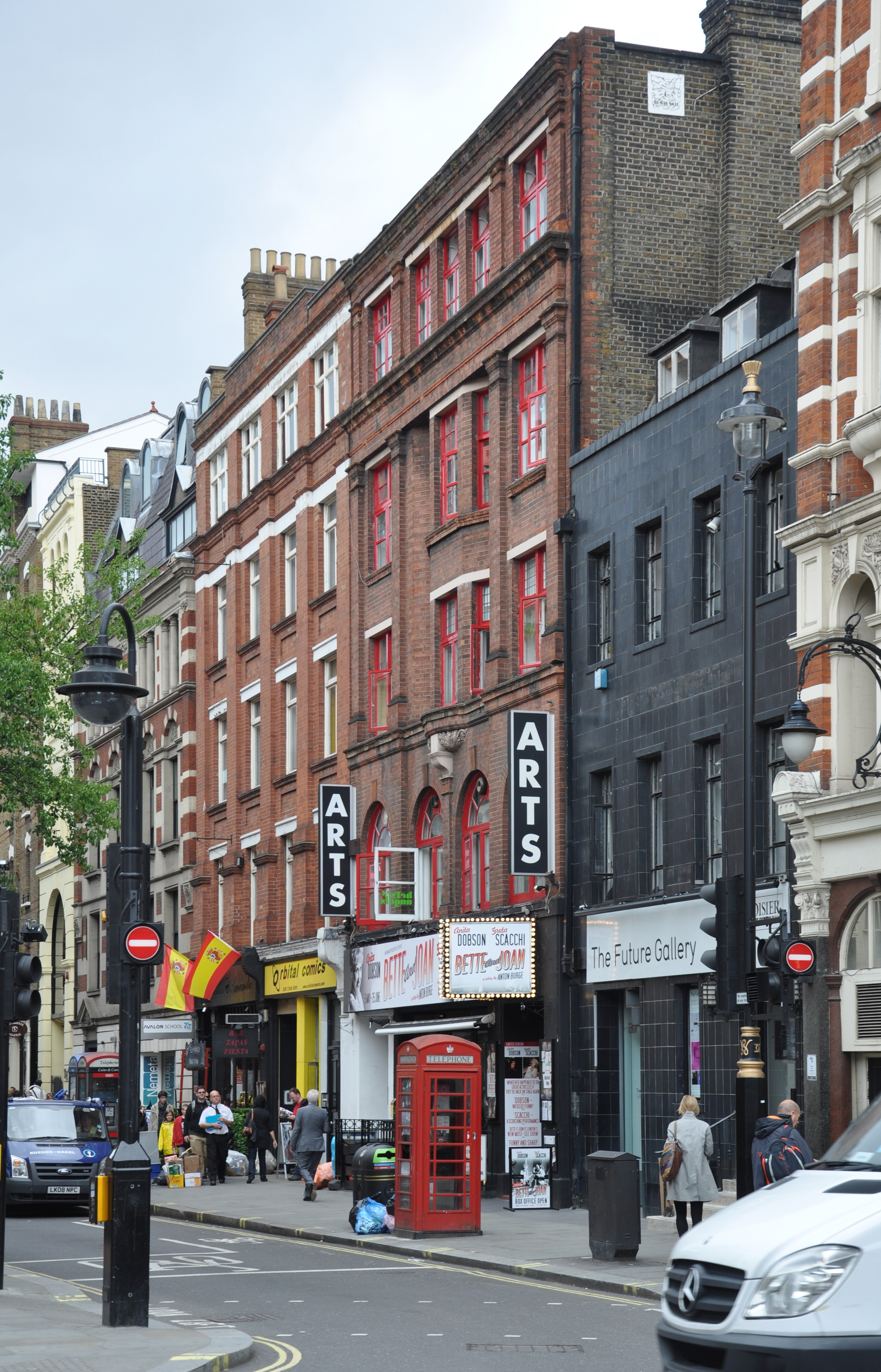
Артс-театр
Главный фасад театра в Лондоне

«Артс-театр» (англ. Arts Theatre, рус. Театр искусства) — театр в центре Лондона, расположенный на улице Грет-Ньюпорт-стрит, в Вестминстере. Относится к театрам Вест-энда.

## История
В «Артс-театре» 350 мест для зрителей, размещенных в двухуровневом зрительном зале.
Театр был открыт 20 апреля 1927 года только для членов специально созданного для этой цели клуба, во избежание цензуры со стороны Лорда великого камергера, одного из высших церемониальных чиновников Великобритании, отвечающего за цензурирование театральных постановок в стране.
«Артс-театр» принадлежал к небольшому числу британских независимых театров, которые ставили на своих подмостках широкий спектр новых экспериментальных спектаклей и пьес, в «достопочтенных» театрах Вест-Энда считающихся нежиснеспособными вследствие отсутствия коммерческого успеха. Известный в то время в лондонских театральных кругах продюсер Норманн Маршалл называл Артс-театр ‘’Другим театром’’, посвятив ему в 1947 году одноимённую книгу.
Премьерой нового театра стало ревю под названием «Пикник», автора Герберта Фарджона (брата детской писательницы Элеанор Фарджон). Продюсером выступил Гарольд Скотт, композитором — Беверли Николс. Однако наиболее важной постановкой, принёсшей театру известность, стала драма Джона ван Друтена «Юный Вудли», повествующая о школьнике, влюблённом в жену директора его школы. Драма была поставлена «Артс-театром» в 1928 году, однако впоследствии перешла на сцену театра Савой, поскольку цензурный запрет на неё был снят.
25 октября 1938 года братья Севелл и Лесли Стоксы поставили пьесу «Оскар Уайльд», (в главной роли Фрэнсис Салливан), которая в тот же день выходит и на Бродвее.
В августе 1955 года 24-летний режиссёр Питер Холл впервые на английском языке поставил пьесу «В ожидании Годо» ирландского писателя Сэмюэля Беккета, одного из основоположников театра абсурда. Изначально пьеса была написана на французском языке, однако, впоследствии переведена самим же автором на английский. Постановка данной пьесы стала важным поворотным пунктом для британского театра того времени.
С апреля 1962 года и до января 1967 года «Артс-театр» носил название «Нью артс Театр» (рус. Театр нового искусства).
С 1967 по 1999 годы «Артс-театр» был родным домом для детского театра «Единорог» под руководством его основателя Кэрол Дженнер. Однако постановки для взрослых зрителей театра продолжали идти по вечерам, в том числе сатирическая комедия Тома Стоппарда «Грязное бельё и Нью-Фаунд-Ленд» (англ. «Dirty Linen and New-Found-Land»)
В 2000 году театр был передан в аренду сроком на пять лет консорциуму британских и американских продюсеров. В это время «Артс-театр» вернулся в «коллектив» театров Вест-Энда с пьесой Джулиана Митчелла «Другая страна». Также достаточно заметными постановками стали пьеса Ив Энслер «Монологи вагины» и мюзикл Джонатана Харви и группы Pet Shop Boys «Closer to Heaven» (рус. Ближе к небесам), премьера которого состоялась 31 мая 2001 года.